# Пак, Пётр Павлович
Пётр Павлович Пак (1905 год, село Фаташи — 1963 год) — звеньевой колхоза «Кзыл-Ту» Казалинского района Кзыл-Ординской области, Казахская ССР. Герой Социалистического Труда (1949).

## Биография
Родился в 1905 году в селе Фаташи (сегодня — Камышовый Хасанского района, Приморский край).
В 1914 году окончил четырёхлетнюю начальную корейскую школу в родной деревне. До 1929 года трудился в личном подсобном хозяйстве своих родителей. С 1929 года — рядовой колхозник, бригадир в колхозе «Красная звезда» Посьетовского района. Затем — председатель Фаташинского сельсовета (1931—1933), лесопильщик масложиркомбината в городе Ворошилове (1933—1939).
После депортации корейцев был определён на спецпоселение в Чиилийский район Кзыл-Ординской области, Казахская ССР. Работал разнорабочим в колхозе «Красное Знамя» (Кзыл-Ту) Чиилийского района, позднее был назначен звеньевым рисоводческого звена. В 1945 году вступил в ВКП(б). 
В 1948 году звено Петра Пака приняло социалистическое обязательство собрать 80 центнеров риса с гектара на закреплённом участке. В этом же году было собрало в среднем по 80,5 центнеров риса с каждого гектара на участке площадью 5 гектаров. Указом Президиума Верховного Совета СССР от 20 мая 1949 года удостоен звания Героя Социалистического Труда с вручением ордена Ленина и золотой медали «Серп и Молот».
Вышел на пенсию в 1961 году. Скончался в 1963 году.

## Награды
- Герой Социалистического Труда
- Орден Ленина
- Медаль «За доблестный труд в Великой Отечественной войне 1941—1945 гг.»